# 林慧萍 細說從頭 4
【林慧萍 細說從頭 4】是歌手林慧萍的個人第十三張精選專輯；歌林唱片1993年?月發行。
收錄【無情弦】、【一個人 一段情】、【錯過】與【1987 巨星金曲】四張專輯的精選。
這張專輯的發行月份唱片公司並沒有註明；因此很難判斷這張精選輯是在1993年何時發行。

## 專輯曲目
| 曲序 | 曲名               | 作詞   | 作曲   | 編曲   | 製作人         | 長度 | 備註                                 |
| 01   | 無情弦             | 林秋離 | 熊美玲 | 陳玉立 | 楊明煌         | 3:37 |                                      |
| 02   | 一個人             | 麥綺芬 | 戴方達 | 陳志遠 | 黃建昌         | 4:17 | 收錄於【一個人 一段情】              |
| 03   | 不願發生的事       | 陳美威 | 陳美威 | 陳玉立 | 楊明煌         | 3:56 | 男聲：楊璿 收錄於【無情弦】          |
| 04   | 堆積的心           | 黃建昌 | 馬兆駿 | 陳玉立 | 楊明煌‧黃建昌  | 3:12 | 收錄於【錯過】                       |
| 05   | 就是我愛你         | 林秋離 | 熊美玲 | 陳玉立 | 楊明煌         | 3:33 | 收錄於【無情弦】                     |
| 06   | 只有你             | 黃韻玲 | 黃韻玲 | 陳玉立 | 楊明煌]‧黃建昌 | 4:36 | 收錄於【錯過】                       |
| 07   | 一生只愛一回的故事 | 楊明煌 | 楊明煌 | 陳玉立 | 楊明煌‧黃建昌  | 4:04 | 收錄於【錯過】                       |
| 08   | 寂寞已離我遠去     | 王海玲 | 王海玲 | 陳玉立 | 楊明煌         | 3:00 | 收錄於【無情弦】                     |
| 09   | 一段情             | 史俊鵬 | 史俊鵬 | 陳志遠 | 黃建昌         | 3:31 | 收錄於【一個人 一段情】              |
| 10   | 萍水相逢           | 黃大軍 | 黃大軍 | 陳志遠 | 黃建昌         | 4:30 | 收錄於【一個人 一段情】              |
| 11   | 當渡假期結束       | 楊明煌 | 陳玉立 | 陳玉立 | 楊明煌‧黃建昌  | 4:12 | 應為【當假期結束】 收錄於【錯過】    |
| 12   | 愛之旅             | 洪小喬 | 洪小喬 | 陳玉立 | 呂子厚         | 3:51 | 原唱：洪小喬 收錄於【1987 巨星金曲】 |

## 專輯版本
- 卡帶
  - 1993年?月歌林唱片發行
- CD
  - 1993年?月歌林唱片發行
  - 2001年12月15日歌林天龍唱片公司改版發行『細說從頭 1~4』